# Zdzisław Tarnowski
Jan Zdzisław Tarnowski (ur. 5 czerwca 1862 w Warszawie, zm. 24 listopada 1937 w Dzikowie) – ziemianin, przemysłowiec, działacz gospodarczy, społeczny i kulturalny, założyciel i fundator licznych placówek pożytku publicznego, polityk: tajny radca, dziedziczny członek Izby Panów w Radzie Państwa, poseł na galicyjski Sejm Krajowy, prezes Stronnictwa Prawicy Narodowej, członek Naczelnego Komitetu Narodowego, senator II kadencji (1928-30) z listy BBWR, w 1922 roku posiadał majątki ziemskie o powierzchni 24 800 ha.

## Życiorys

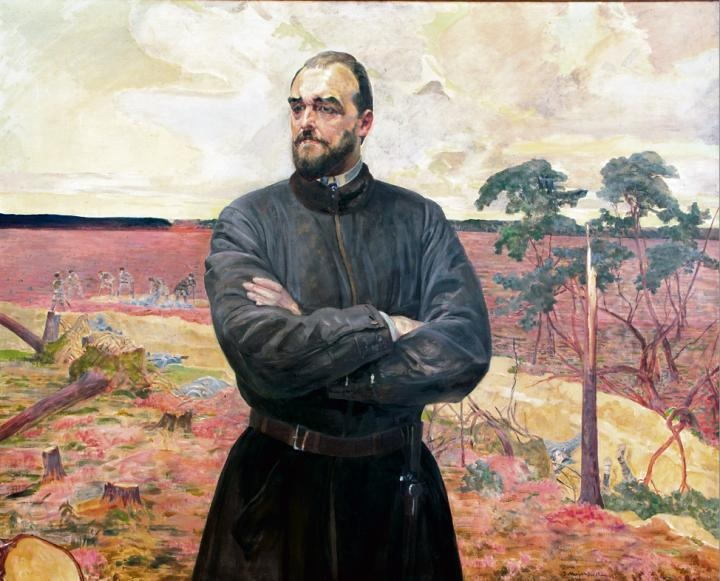
Jacek Malczewski Portret Zdzisława Tarnowskiego

Hrabia, od 1894 r. właściciel i administrator Dzikowa, dziś w dzielnicy miasta Tarnobrzeg. Ojcem Zdzisława Tarnowskiego był Jan Dzierżysław Tarnowski, marszałek galicyjskiego Sejmu Krajowego, a matką Zofia z Zamoyskich, córka Zdzisława Zamoyskiego. Pojął za żonę Zofię z Potockich, córkę Artura Władysława Potockiego i Róży z Lubomirskich.

W latach 1903–1914 był prezesem Towarzystwa Rolniczego Krakowskiego. 

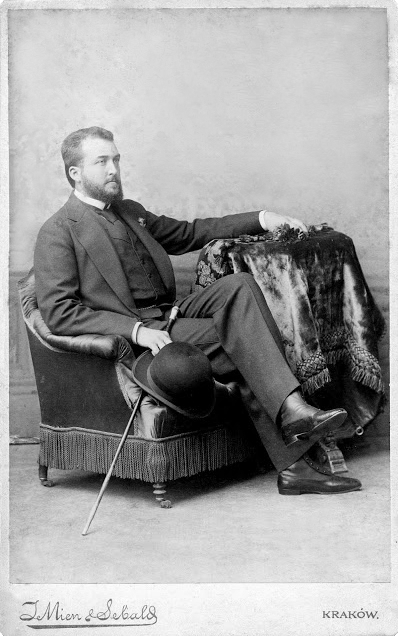
Zdzisław hr. Tarnowski – fotografia wykonana w okresie działania atelier J. Miena i J. Sebalda przy ul. Sławkowskiej, to znaczy w latach 1890–1893

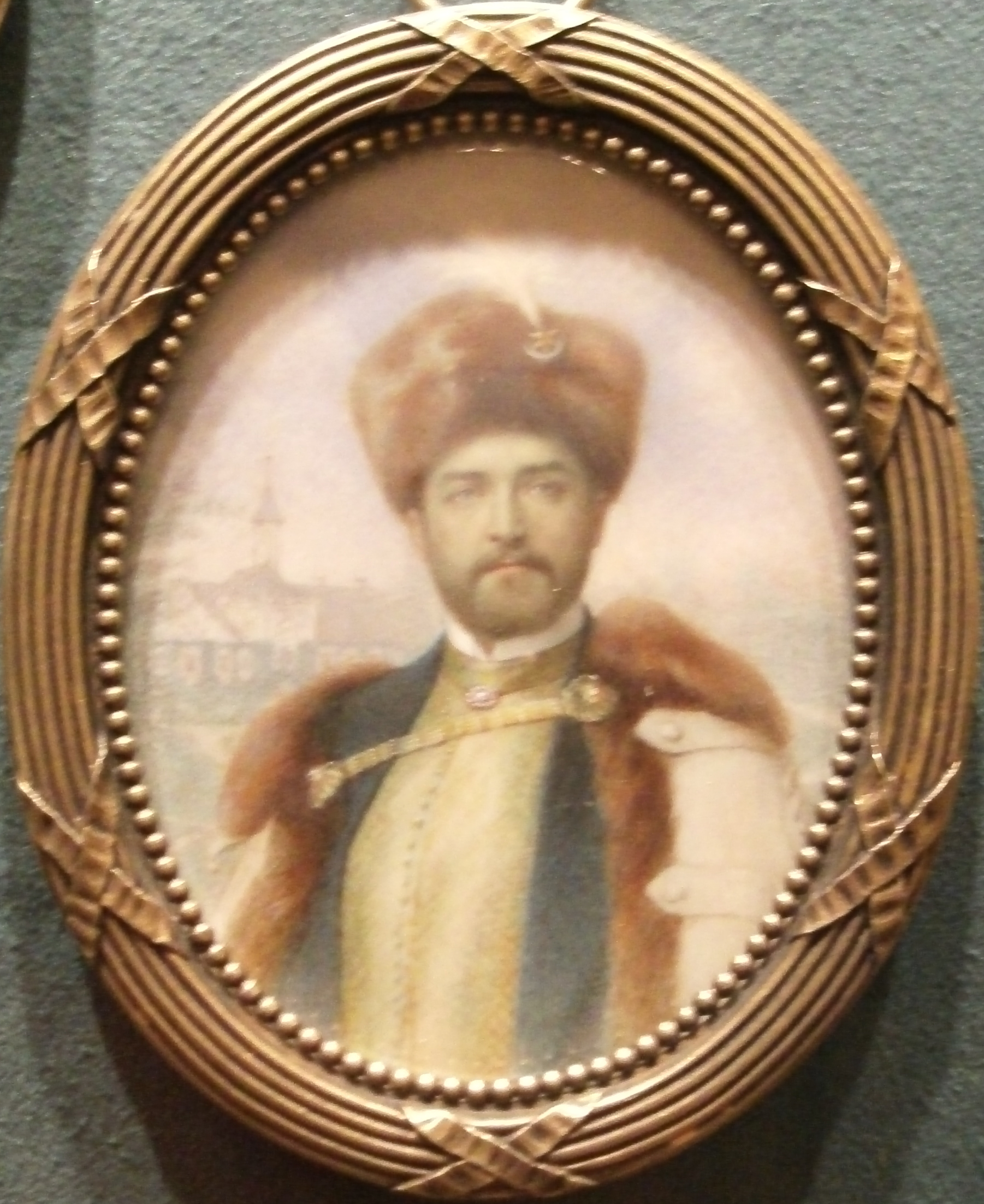
Bogusław Adamowicz Zdzisław Tarnowski – miniatura z 1905 r. – akwarela i gwasz na kości słoniowej, miniatura w zbiorach miniatur Zamku w Dzikowie

Zdzisław Tarnowski był posłem na galicyjski Sejm Krajowy i przywódcą stronnictwa konserwatywnego – Stronnictwa Prawicy Narodowej. W roku 1904 ufundował szpital w Tarnobrzegu, dziś noszący imię Zofii z Zamoyskich Tarnowskiej. Jako lider partii współtworzył powstały 16 VIII 1914 r. w Krakowie Naczelny Komitet Narodowy koordynujący walkę o sprawę polską, początkowo jako reprezentacja wszystkich stronnictw galicyjskich i Koła Polskiego, później mniej reprezentatywny, który był najwyższą instancją w zakresie władzy politycznej, skarbowej i wojskowej polskich sił zbrojnych, tj. Legionów Polskich, de facto zakończył działalność w roku 1917, a formalnie w roku 1920. Opowiadał się za ścisłym współdziałaniem z Austro-Węgrami, z tych powodów zesłany przez władze carskie. Wraz z żoną Zofią wspierał miejscową ludność miejska i wiejską, tak polską, jak i żydowską w czasie wojennej biedy i głodu (Tarnobrzeg znajdował się stale na froncie albo między frontami), m.in. rozdając lub sprzedając za ułamek wartości żywność, leki i ubrania. W 1920 roku był członkiem prezydium Komitetu Obrony Państwowej w Krakowie. Podczas wojny polsko-bolszewickiej w 1920 zadeklarował szereg działań dobroczynnych, w tym własnym kosztem wystawienie pluton konnych ochotników (ochotnicy dzikowscy), który walczył w składzie 8 pułku ułanów Księcia Józefa Poniatowskiego. W szeregach tego oddziału walczyło dwóch jego synów. 10 grudnia 1928 roku został uhonorowany przez korpus oficerski 8 pułk ułanów odznaką pamiątkową. Ufundował też sierociniec w Tarnobrzegu, prowadzony przez siostry służebniczki (początek XX w.), oraz kościół we wsi Tarnowska Wola budowany w latach 1922–1928, a w latach 1924–1926 także kościół pod wezwaniem św. Stanisława w miejscowości Chmielów. Stronnictwo pod kierownictwem Zdzisława Tarnowskiego, wbrew namowom części członków, potępiło przewrót majowy 1926 r., jednocześnie starając się o wyciągnięcie z dokonanego już zamachu stanu korzyści dla kraju, m.in. przez sformułowanie ex post celu zamachu i idącego za nim programu politycznego. W roku 1927, w dniach od 14 do 16 września, zorganizował w Dzikowie kongres konserwatystów, w którym wzięli udział współpracownicy marszałka J. Piłsudskiego, m.in. płk.Walery Sławek, w wyniku którego zawarto tzw. porozumienie dzikowskie, udzielające poparcia rządowi.
W 2020 roku ukazała się pierwsza biografia Tarnowskiego, „Zdzisław Tarnowski. Opowieść o panu na Dzikowie” Magdaleny Jastrzębskiej (Wydawnictwo LTW).

## Ordery i odznaczenia
- Krzyż Komandorski z Gwiazdą Orderu Odrodzenia Polski (2 maja 1923)[12][13]
- Krzyż Wielki Orderu Franciszka Józefa (1908, Austria)[14]